# Lenteklokje
Het lenteklokje (Leucojum vernum) is een bolgewas uit de narcisfamilie (Amaryllidaceae). Het is een van de twee soorten uit het geslacht Leucojum.
Uit een rozet van smalle bladeren komt een circa 20 cm hoge bloemstengel. Uit de bloemstengel komen één, soms twee, bolvormig knikkende bloemen. Hierin onderscheidt de soort zich van het zeldzamere en beschermde zomerklokje (Leucojum aestivum), dat meestal meer dan twee bloemen per stengel heeft.
Het lenteklokje bloeit gewoonlijk twee weken vroeger dan het gewoon sneeuwklokje (Galanthus nivalis), niet in de lente dus, maar in de winter.
De bloemen zijn wit en iets breder (2-2,5 cm) dan die van het sneeuwklokje. Zij verschillen van deze van het sneeuwklokje doordat alle zes de tepalen even groot zijn. De tepalen hebben een apicale, groene vlek, die eerder geelachtig is bij exemplaren uit het oosten van het verspreidingsgebied.

## Verspreiding
Het lenteklokje treft men vooral aan in Centraal-Europa.
Er zijn in Nederland geen natuurlijke populaties meer. Vroeger kwam de soort van nature in de omgeving van Oldenzaal voor. Thans is de soort op sommige plaatsen verwilderd als stinsenplant.
In België staat het lenteklokje, dat men her en der aantreft, op de Belgische Rode lijst van planten. De plant is er wettelijk beschermd. Alleen in Belgisch Lotharingen komt het lenteklokje vermoedelijk van nature voor.
In naburige streken vindt men de soort in de kalkstreken van de Eifel (Duitsland) en langs de bovenloop van de Oise en haar zijrivieren (Noord-Frankrijk). In Frankrijk bloeit het lenteklokje vrij overvloedig in het oosten (Vogezen en Franche-Comté).

## Vormen en cultivars
Uit Hongarije komt een krachtige vorm met twee of soms drie bloemen per stengel voor, waardoor deze gaat lijken op het zomerklokje (Leucojum aestivum), dat meestal wat groter wordt dan het lenteklokje. Vroeger werd deze vorm wel de vorm 'vagneri' van de variëteit vernum genoemd. Thans hebben beide namen geen status meer en worden ze beschouwd als een synoniem van Leucojum vernum.
De cultivar 'Podpolozje' is een selectie die de eigenschappen van var. carpathicum en 'vagneri' combineert: twee bloemen per stengel en geelachtige apicale vlekken.

## Kweek
De bollen, die erg vers moeten zijn, worden het best zo snel mogelijk in een vochthoudende grond geplant, in halfschaduw of schaduw. Een mogelijk alternatief is het delen van de pollen “in het groen” aan het einde van de bloeitijd. Deze elegante plant, die overigens gemakkelijk te kweken is, past zich goed aan alle soorten grond aan en houdt in het bijzonder van het onderhout. Zodra het lenteklokje geacclimatiseerd is, plant het zich gemakkelijk voort via spontane zaailingen.

## Gebruik
Zowel de bol als de bladeren bevatten giftige alkaloïden. Bij inname kunnen deze onder andere braken en diarree veroorzaken.

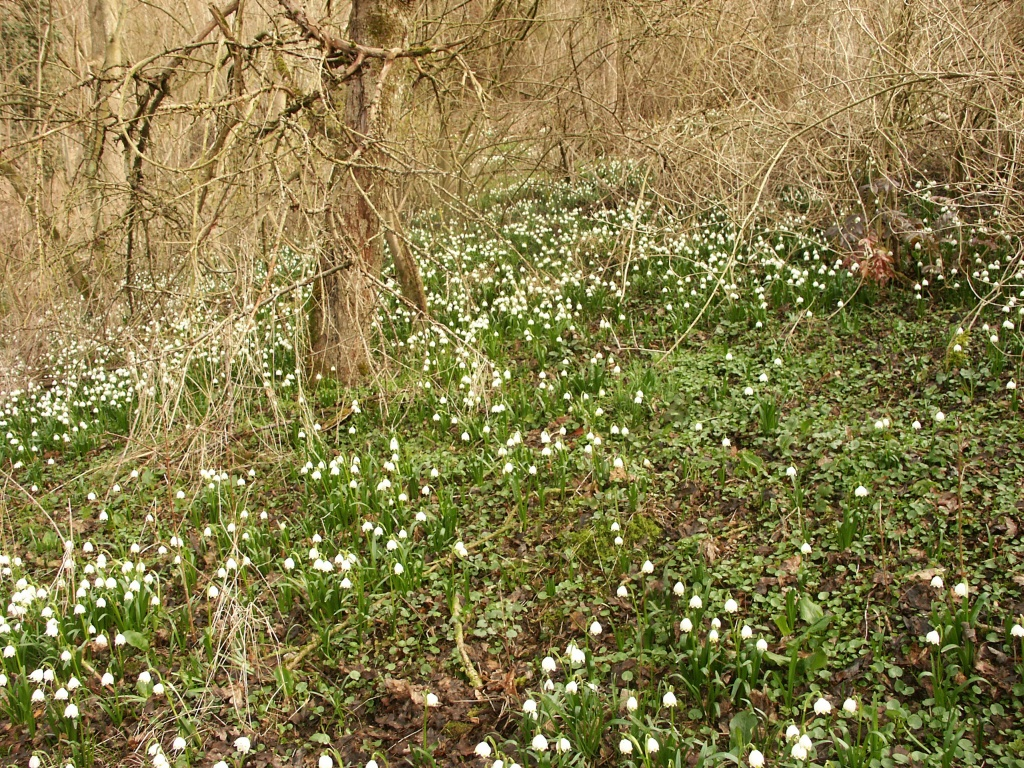
Leucojum vernum in het zuiden van Duitsland
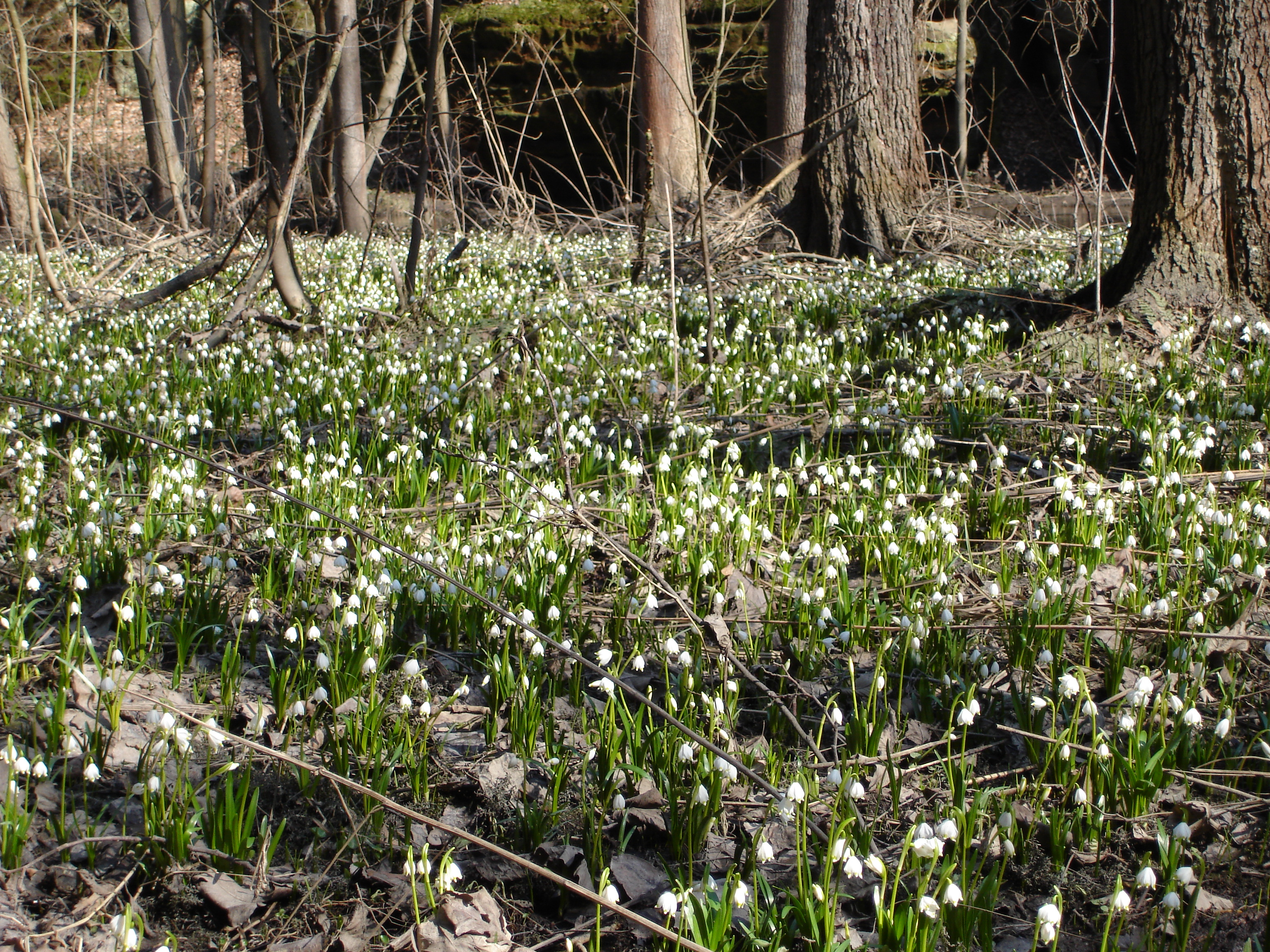
Leucojum vernum in Tsjechië
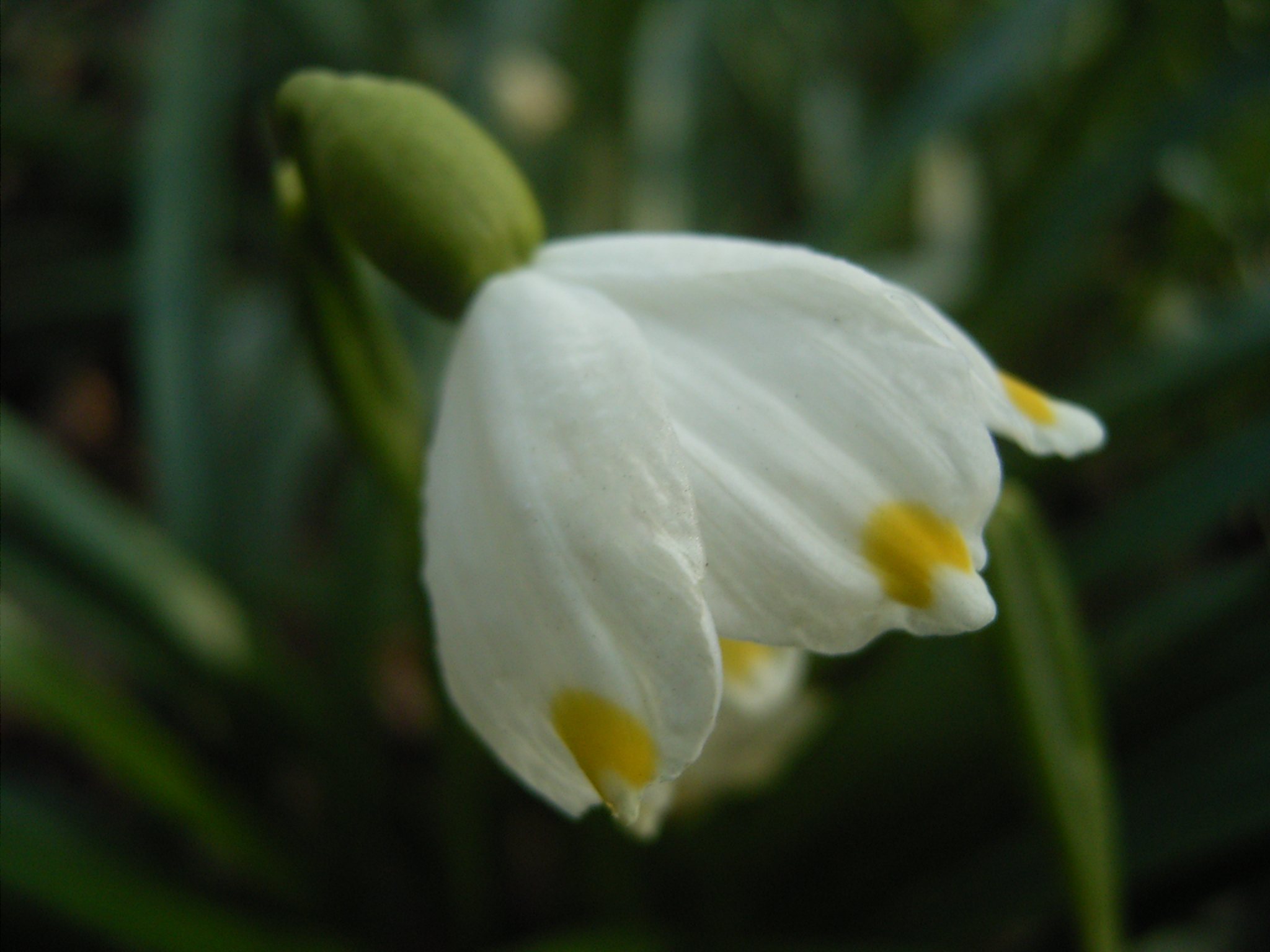
Buitenkant van de bloem
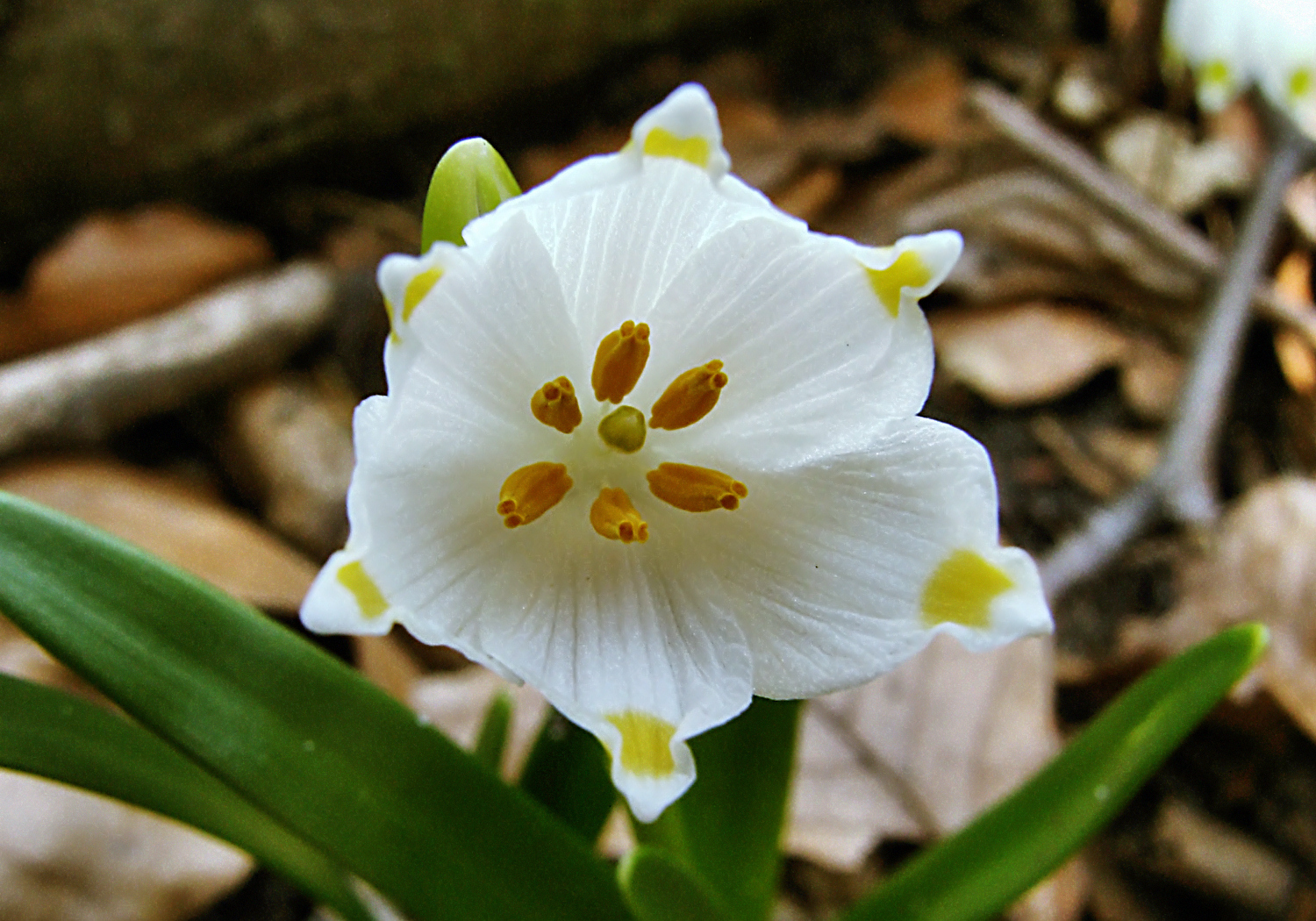
Binnenkant van de bloem
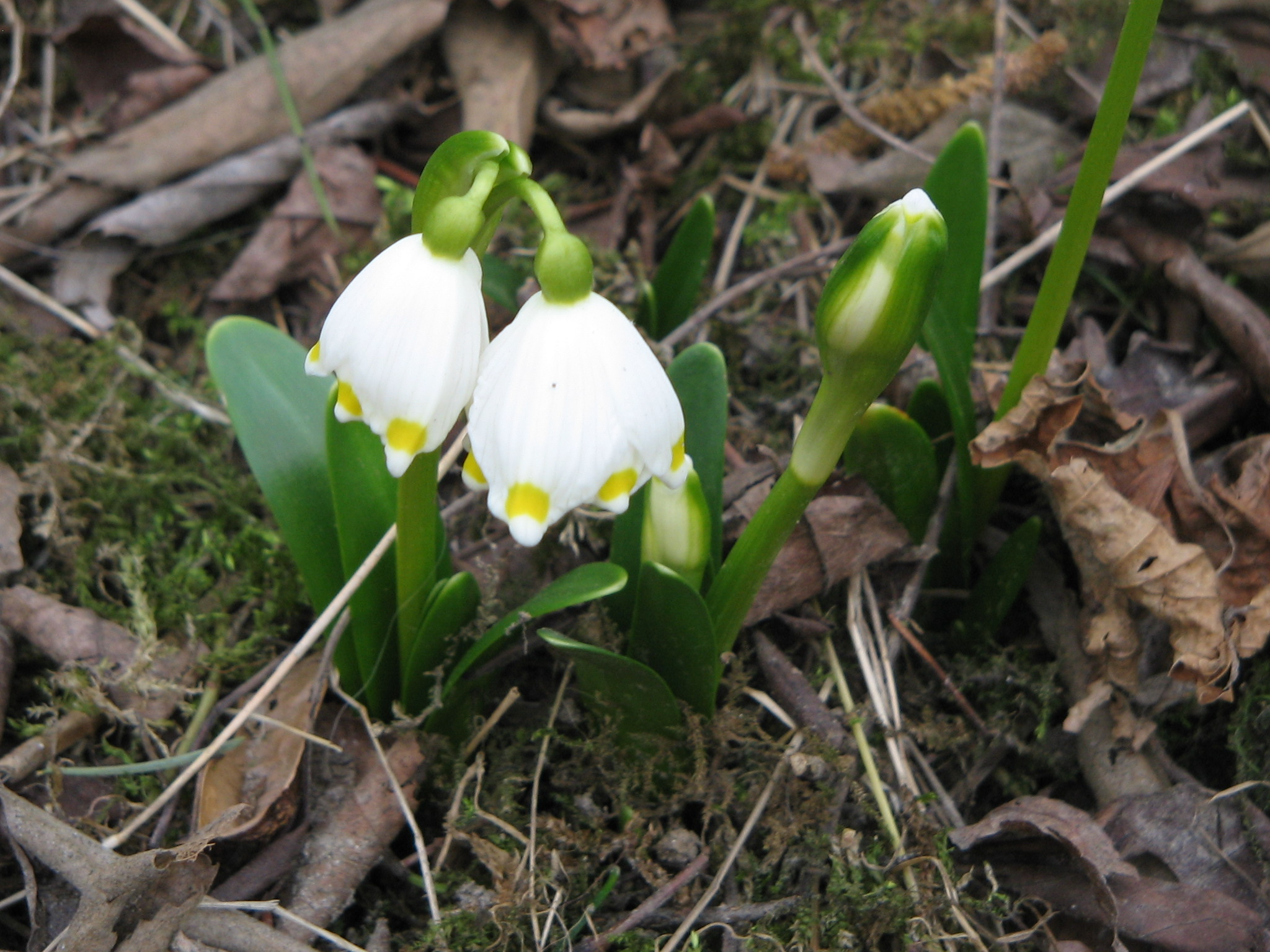
Leucojum vernum 'Podpolozje'